# Yushu
Yushu (en xinès: 玉树 市, pinyin: Yushu shì) és un municipi sota l'administració directa de la prefectura homònima, a sud de la província de Qinghai, Xina. Situada a la vall del Batang a una alçada mitjana de 3689 msnm, on és banyada pel riu Batang (巴塘 河), un afluent del Iang-Tsé. La seva àrea és de 13462 km² i la seva població total és de 120 mil habitants. El 17 d'Abril del 2010 hi va haver un terratrèmol de 6,9 o 7,1 en l'escala sismològica de magnitud de moment.

## Administració
La ciutat de Yushu es divideix en 8 pobles que s'administren en 2 poblats i 6 viles
Poblats: Gyegu i Longbao
Viles: Shanglaxiu (上 拉 秀 乡), Xialaxiu (下拉 秀 乡), Anchong (安 冲 乡), Zhongda (仲达 乡), Batang (巴塘 乡) i Xiaosumang (小 苏 莽 乡).

## Clima
Amb una alçada d'uns 3700 msnm, Yushu té un clima subàrtic amb estius suaus, curts, plujosos i frescos i hiverns llargs, freds i secs. Les temperatures mitjanes baixes estan per sota de zero des de principis d'octubre fins a finals d'abril; però, a causa de l'àmplia variació de temperatura diürna, mai baixa a del punt de congelació. Tot i la pluja freqüent durant l'estiu és juny el mes més plujós, té menys de l'50% de llum solar, sent el seu oposat novembre amb el 66%, la ciutat rep 2496 hores de sol a l'any. La temperatura mensual de 24 hores mitjana oscil·la entre –7.6 ℃ al gener i 12,7 ℃ al juliol, mentre que la mitjana anual és de 3 ℃. Al voltant de tres quartes parts de la precipitació anual de 486 mm cau de juny a setembre.